# Estadio 10 de Diciembre
Estadio 10 de Diciembre – wielofunkcyjny meksykański stadion, wykorzystywany głównie do rozgrywania meczów piłkarskich, zlokalizowany w mieście Jasso, w stanie Hidalgo. Może pomieścić 17,000 widzów. Arena została otwarta w 1963 roku i obecnie jest domowym stadionem drugoligowego zespołu Cruz Azul Hidalgo, filii pierwszoligowego Cruz Azul.